# Brad Henry
Charles Bradford (nascido em 10 de julho de 1963) é um político e advogado dos Estados Unidos. Foi o 26.º governador do estado do Oklahoma entre 2003 a 2011. Membro do Partido Democrata foi eleito governador em 2002. Henry enfrentou o republicano Ernest Istook na eleição para governador de 2006, sendo reeleito com 66% dos votos.
Henry foi o terceiro governador e o segundo democrata na história de Oklahomaa ser governador por dois mandatos, juntamente com o democrata George Nigh e com o republicano Frank Keating. Em 2010, Henry era inelegível para concorrer à reeleição segundo a constituição Oklahoma que permite dois mandatos. Seu segundo mandato terminou em 10 de janeiro de 2011 como governadores Oklahoma e outros cargos estaduais eleitos são empossados na segunda segunda-feira a cada quatro anos. 

## Início de vida e educação
Henry nasceu em Shawnee, no Oklahoma, filho de Charles Henry, um juiz e antigo representante do estado. Depois de se formar pela Shawnee High School, Henry estudou na Universidade de Oklahoma e obteve o grau de bacharel em economia em 1985. Ele era um membro da Fraternidade Delta Delta Tau. Em 1988, se formou em direito pela Universidade de , onde atuou como editor-chefe da Revista de Direito.
Henry praticou advocacia em Shawnee, no Oklahoma antes de concorrer para o senado estadual. Ele serviu como senador estadual em 1992 até que tomou posse como governador.

## Eleição para governador de 2002
Na eleição de 2002 para governador, Henry derrotou o congressista Steve Largent, por pouco mais de meio por cento dos votos, numa corrida que também incluiu o candidato independente Gary Richardson, um procurador aposentado Federal. Henry recebeu 448.143 votos (43,27%) contra 441.277 de Largent (42,61%). Richardson, um ex-candidato republicano, recebeu 146.200 votos (14%).
Henry fez uma campanha de "barnstorming" em áreas rurais, e parando em lojas Wal-Mart em uma kombi com apoiantes. Henry foi aprovado pelo treinador de futebol Barry Switzer, que tem grande popularidade no Estado e o acompanhou em muitos eventos de campanha. 
No lado da política da campanha, Henry concorreu na plataforma do "governador da educação." Ele argumentou para aumentar os salários dos professores e financiar o ensino superior no estado, aprovando uma loteria para arrecadar dinheiro.

## Governador do Oklahoma
Henry foi empossado como governador em 13 de janeiro de 2003, seu juramento de posse foi conduzido por seu o primo o juiz federal de apelações Robert Harlan Henry. Como governador ele era membro da Associação Nacional dos Governadores, Associação dos Governadores do Sul, e a Associação dos Governadores Democratas.
Como governador fez cortes de gastos, Henry tem buscado uma postura de moderação centrista na maioria das questões políticas. Henry é pró-escolha e vetou a legislação para mandato de visões de ultra-som antes dos procedimentos de aborto. Ele tem uma visão mista de ação afirmativa racial, apoiando-a nas escolas e faculdades e pós-graduação. Henry suporta a expansão da saúde pública e segurando HMOs responsáveis por atendimento deficiente, no entanto, ele também é a favor da defesa da pena de morte e é contra o controle de armas. O governador apoia cortes de impostos para as classes média e baixa e acredita na manutenção do imposto de renda. Ele também suporta a utilização do "War on Drugs" estratégia para combater o consumo de metanfetaminas dentro de seu estado.
Em 27 de maio de 2004, o governador Brad Henry emitiu a Ordem Executiva 04-21, que criou o Conselho gético. O Conselho Consultivo, em seguida, publicou uma tradução do Alcorão Inglês gravado com o selo do Estado do Oklahoma que foi então distribuída para 149 legisladores do estado de Oklahoma. Havia 35 legisladores que se recusou a aceitar a cópia do Alcorão que foram oferecidas. Depois de se recusar a cópia do Alcorão, o senador estadual Duncan Rex escreveu uma carta a seus colegas explicando: "A maioria dos Oklahomianos não endossa a ideia de matar mulheres e crianças inocentes em nome de uma ideologia." Além disso, Duncan disse durante uma entrevista na TV "Eu acho que era inapropriado que eles usaram um selo do centenário do estado em um item religioso."

### Administração e Gabinete
Governador Henry nomeou os seguintes juízes para a Suprema Corte de Oklahoma:
- James Edmondson – 2003
- Steven Taylor – 2004
- Tom Colbert - 2004, o primeiro governador a nomear um Africano para o Tribunal de Justiça.
- John Reif – 2007

### Orçamento
Henry foi responsável pelos seguintes orçamentos:
- 2004
- 2005
- 2006
- 2007
- 2008
- 2009
- 2010
- 2011

## Aborto
Em 2008, Henry vetou uma medida antiaborto que exigia, entre outras coisas, as mulheres passassem por uma ecografia antes de ter um aborto. O veto foi substituído e foi o primeiro veto que foi substituído no Oklahoma desde 1994, quando o governador David Walters estava no cargo. Essa lei foi derrubada por uma corte distrital do estado, mas passou novamente em abril de 2010, quando Henry novamente vetou. Seu veto foi novamente substituído.

## Campanha de 2006
Nas eleições primárias do Partido Democrata em 25 de julho de 2006, Henry recebeu 218.712 votos, 86% dos votos.
Na eleição geral de 7 de novembro, Henry enfrentou o representante do quinto distrito o republicano Ernest Istook e venceu com 66% dos votos. Ele venceu com um total maior do que qualquer candidato a governador em quase 50 anos.

## Prazo limite em 2010
Apesar de Henry ter aprovação popular boa e evitar controvérsias, em 2010 os eleitores Oklahoma aprovara, um limite de prazo adicional, além do limite anterior que proibia o governador de ficar mais de 8 anos consecutios. Agora, o governador só pode servir num total de 8 anos. Isso efetivamente proíbe a Henry de fazer uma tentativa de retorno em uma outra eleição.

## Histórico eleitoral

Resultados da eleição de 2002. Em Vermelhos condados onde Steve Largent venceu, em Azul condados onde Brad Henry venceu.

Resultados da eleição de 2002. Em Vermelhos condados onde Ernest Istook venceu, em Azul condados onde Brad Henry venceu.

| Brad Henry                   | Partido Democrata   | 448.143   | 43,27% |
| Steve Largent                | Partido Republicano | 441.277   | 42,61% |
| Gary Richardson              | Independente        | 146.200   | 14,12% |
| Total                        | Total               | 1.035.620 | 100,0% |
| Fonte: 2002 Election Results |                     |           |        |

| Brad Henry (Incumbent)       | Partido Democrata   | 616.033 | 66,50% |
| Ernest Istook                | Partido Republicano | 310.273 | 33,50% |
| Total                        | Total               | 926.306 | 100,0% |
| Fonte: 2006 Election Results |                     |         |        |